# Albert Leroy
Pour les articles homonymes, voir Leroy.
Albert Leroy, né en 1820 à L'Aigle et mort en 1879 à Paris, est un franc-maçon et homme politique français. Lors de la Commune de Paris, il fut l'un des conciliateurs avec Jean-François Robinet.

## Biographie
Albert Leroy est professeur de lettres et président de la Société pour l'instruction élémentaire. Il démissionne après le coup d'État du 2 décembre 1851. 
Il est initié à la franc-maçonnerie en 1860 à La Clémente Amitié du Grand Orient de France. Il rejoint « l'Écossaise » dont il est vénérable en 1869. Orateur de la Grande Loge centrale, dont il demande une réforme, il participe à la fondation de la loge dissidente « La Mutualité » en 1870.
Le 31 octobre 1870, il signe aux côtés du maire du 6e arrondissement Jean-François Robinet une affiche critique envers le gouvernement de la Défense nationale. À la suite du soulèvement du 18 mars 1871, en tant qu'adjoint, il participe aux tentatives de conciliation entre le Comité central de la Garde nationale et les élus de Paris. Il est le premier élu aux élections du 26 mars 1871 dans le 6e arrondissement, mais démissionne deux jours après sa prise de fonction.
Après les évènements de la Commune, il donne des cours de français et de littérature aux cours commerciaux ouverts par le Grand Orient.